# Akira Ibayashi
Akira Ibayashi (jap. 井林 章, Ibayashi Akira; * 5. September 1990 in Hiroshima, Präfektur Hiroshima) ist ein japanischer Fußballspieler. 

## Karriere
Akira Ibayashi erlernte das Fußballspielen in der Schulmannschaft der Hiroshima Minami Highschool sowie der Universitätsmannschaft der Kwansei-Gakuin-Universität. 2012 wurde er von der Universitätsmannschaft an den Zweitligisten Tokyo Verdy ausgeliehen. Direkt im Anschluss wurde er 2013 von dem Verein fest unter Vertrag genommen. Für Tokyo Verdy absolvierte er 230 Zweitligaspiele. 2019 unterschrieb er einen Vertrag bei Sanfrecce Hiroshima. Der Verein aus Hiroshima, einer Hafenstadt im Südwesten der japanischen Hauptinsel Honshū, spielte in der höchsten Liga des Landes, der J1 League. Bei Sanfrecce stand er bis Juli 2021 unter Vertrag und absolvierte 19 Ligaspiele. Am 12. Juli 2021 nahm ihn der ebenfalls in der ersten Liga spielende Shimizu S-Pulse aus Shimizu unter Vertrag. Am Ende der Saison 2022 musste er mit dem Verein als Tabellenvorletzter in die zweite Liga absteigen. Nach drei Spielzeiten, in denen er insgesamt 39 Ligaspiele für Shimizu bestritt, wechselte er im Januar 2024 zum ebenfalls in der zweiten Liga spielenden	Kagoshima United FC. Am Ende der Saison 2024 belegte er mit Kagoshima den 19. Tabellenplatz und musste somit in die dritte Liga absteigen. Nach den Abstieg verließ er den Verein und schloss sich im Januar 2025 dem Drittligisten Kamatamare Sanuki an.